# Jong Song-ok
Jong Song-ok (Haeju, 18 agosto 1974) è un'ex maratoneta nordcoreana, campionessa mondiale della specialità nel 1999.

## Palmarès
| Anno | Manifestazione  | Sede     | Evento   | Risultato | Prestazione | Note             |
| ---- | --------------- | -------- | -------- | --------- | ----------- | ---------------- |
| 1996 | Giochi olimpici | Atlanta  | Maratona | 20ª       | 2h35'31"    |                  |
| 1999 | Mondiali        | Siviglia | Maratona | Oro       | 2h26'59"    | Record nazionale |